# Rim Tim Tagi Dim
A Rim Tim Tagi Dim a horvát Baby Lasagna dala, mellyel Horvátországot képviselte a 2024-es Eurovíziós Dalfesztiválon Malmőben. A dal 2024. február 25-én, a horvát nemzeti döntőben, a Dorában megszerzett győzelemmel érdemelte ki a dalversenyen való indulás jogát.

## Eurovíziós Dalfesztivál
2023. december 15-én vált hivatalossá, hogy az énekes dala tartalékos résztvevőként bekerült a Dora nemzeti döntő mezőnyébe, azonban Zsa Zsa visszalépése miatt végül 2024. január 3-án bekerült a válogató elődöntős mezőnyébe ténylegesen. A dal 2024. február 23-án továbbjutott a dalválasztó műsor második elődöntőjéből a két nappal később rendezett döntőbe, ahol a nemzetközi és a területi zsűri, valamint a nézők szavazatai által összesítésben az első helyet érte el, és megnyerte a versenyt, így ez a dal képviselhette Horvátországot az Eurovíziós Dalfesztiválon.
A dalt először a május 7-én rendezendő első elődöntőben fellépési sorrendben hetedikként adták elő, a Lengyelországot képviselő Luna The Tower című dala után és az Izlandot képviselő Hera Björk Scared of Heights című dala előtt. Az elődöntőből első helyezettként továbbjutott a május 11-i döntőbe, ahol fellépési sorrendben huszonharmadikként lépett fel, a Szlovéniát képviselő Raiven Veronika című dala után és a Grúziát képviselő Nutsa Buzaladze Firefighter című dala előtt. A zsűri szavazáson a harmadik helyen végzett 210 ponttal (Ciprustól és Szerbiától maximális pontot kapott), míg a nézői szavazáson az első helyen végzett 337 ponttal (Albániától, Ausztriától, Azerbajdzsántól, Dániától, Izlandtól, Írországtól, Norvégiától, Szerbiától és Szlovéniától maximális pontot kapott), így összesítésben 547 ponttal a verseny második helyezettje lett. Ez a valaha volt legjobb eredmény, amit horvát előadó elért a versenyen.
A következő horvát induló Marko Bošnjak Poison Cake című dala volt a 2025-ös Eurovíziós Dalfesztiválon.

### Kapott pontok
| Pont | Ország              |
| ---- | ------------------- |
| 12   | Ausztrália          |
| 12   | Finnország          |
| 12   | Izland              |
| 12   | Németország         |
| 12   | Szerbia             |
| 12   | Szlovénia           |
| 12   | Svédország          |
| 12   | Ukrajna             |
| 10   | Írország            |
| 10   | Lengyelország       |
| 10   | Litvánia            |
| 8    | Egyesült Királyság  |
| 8    | Moldova             |
| 8    | A Világ többi része |
| 7    | Azerbajdzsán        |
| 7    | Ciprus              |
| 7    | Luxemburg           |
| 6    | Portugália          |
| 177  | Összesen            |

| Pont | Ország             |
| ---- | ------------------ |
| 12   | Ciprus             |
| 12   | Szerbia            |
| 10   | Finnország         |
| 10   | Izland             |
| 10   | Litvánia           |
| 10   | Málta              |
| 10   | Svédország         |
| 8    | Ausztrália         |
| 8    | Ausztria           |
| 8    | Dánia              |
| 8    | Egyesült Királyság |
| 8    | Észtország         |
| 8    | Lengyelország      |
| 8    | Moldova            |
| 8    | Olaszország        |
| 8    | Svájc              |
| 7    | Hollandia          |
| 7    | Írország           |
| 6    | Lettország         |
| 6    | Luxemburg          |
| 6    | Németország        |
| 6    | Örményország       |
| 6    | Szlovénia          |
| 5    | Azerbajdzsán       |
| 5    | Izrael             |
| 5    | Ukrajna            |
| 3    | Albánia            |
| 3    | Csehország         |
| 3    | Franciaország      |
| 1    | Grúzia             |
| 210  | Összesen           |

| Pont | Ország              |
| ---- | ------------------- |
| 12   | Albánia             |
| 12   | Ausztria            |
| 12   | Azerbajdzsán        |
| 12   | Dánia               |
| 12   | Izland              |
| 12   | Írország            |
| 12   | Norvégia            |
| 12   | Szerbia             |
| 12   | Szlovénia           |
| 10   | Ausztrália          |
| 10   | Észtország          |
| 10   | Finnország          |
| 10   | Hollandia           |
| 10   | Litvánia            |
| 10   | Lengyelország       |
| 10   | Luxemburg           |
| 10   | Málta               |
| 10   | Németország         |
| 10   | Svédország          |
| 10   | Svájc               |
| 10   | Ukrajna             |
| 8    | Belgium             |
| 8    | Csehország          |
| 8    | Olaszország         |
| 8    | San Marino          |
| 8    | Spanyolország       |
| 8    | A Világ többi része |
| 7    | Franciaország       |
| 7    | Egyesült Királyság  |
| 7    | Moldova             |
| 7    | Örményország        |
| 7    | Portugália          |
| 6    | Görögország         |
| 5    | Ciprus              |
| 5    | Grúzia              |
| 5    | Izrael              |
| 5    | Lettország          |
| 337  | Összesen            |

## Díjak
A dalfesztivált megelőző időszakban megrendezett hivatalos rajongói szavazáson ezt a dalt választották a legjobbnak. A Sajtódíj kategóriában megnyerte a Marcel Bezençon-díjat.

## Háttér
Az énekes több interjúban kiemelte, hogy a dalt a fiatal felnőttek Horvátországból és a környező országokból történő tömeges elvándorlása ihlette, hogy jobb lehetőségeket keressenek a külföldi, jellemzően nyugat-európai országokban. Purišić számára a dal egy humoros és könnyed megközelítése ennek a kérdésnek. Maga a dal egy fiatal, vidéki férfi történetét meséli el, aki elhagyja a szülőfaluját a jobb élet reményéért. Habár izgatott, mégis végül összetörik a költözés okozta szorongás miatt. A dal Purišić hamarosan megjelenő debütáló albumának, a Demons and Mosquitoesnak a harmadik kislemezeként szolgál, és a Virgin Music Group 2024. január 12-én adta ki hivatalosan.
A dalt Purišić saját maga szerezte a hálószobájában, és az a lehetőség adta hozzá az ihletet, hogy munkát vállalhatott volna egy tengerjáró hajón, azonban ezt végül visszautasította. Eredetileg csupán annyi volt a célja vele, hogy a Demons and Mosquitoes című debütáló albumának az egyik dala lesz, azonban felismerte a dalban rejlő lehetőségeket, és úgy döntött, hogy benevezi a 2024-es Dorába.
A dalhoz 2024. február 20-án jelent meg a hivatalos videoklip, melyet Isztria megyében forgattak.

## Galéria

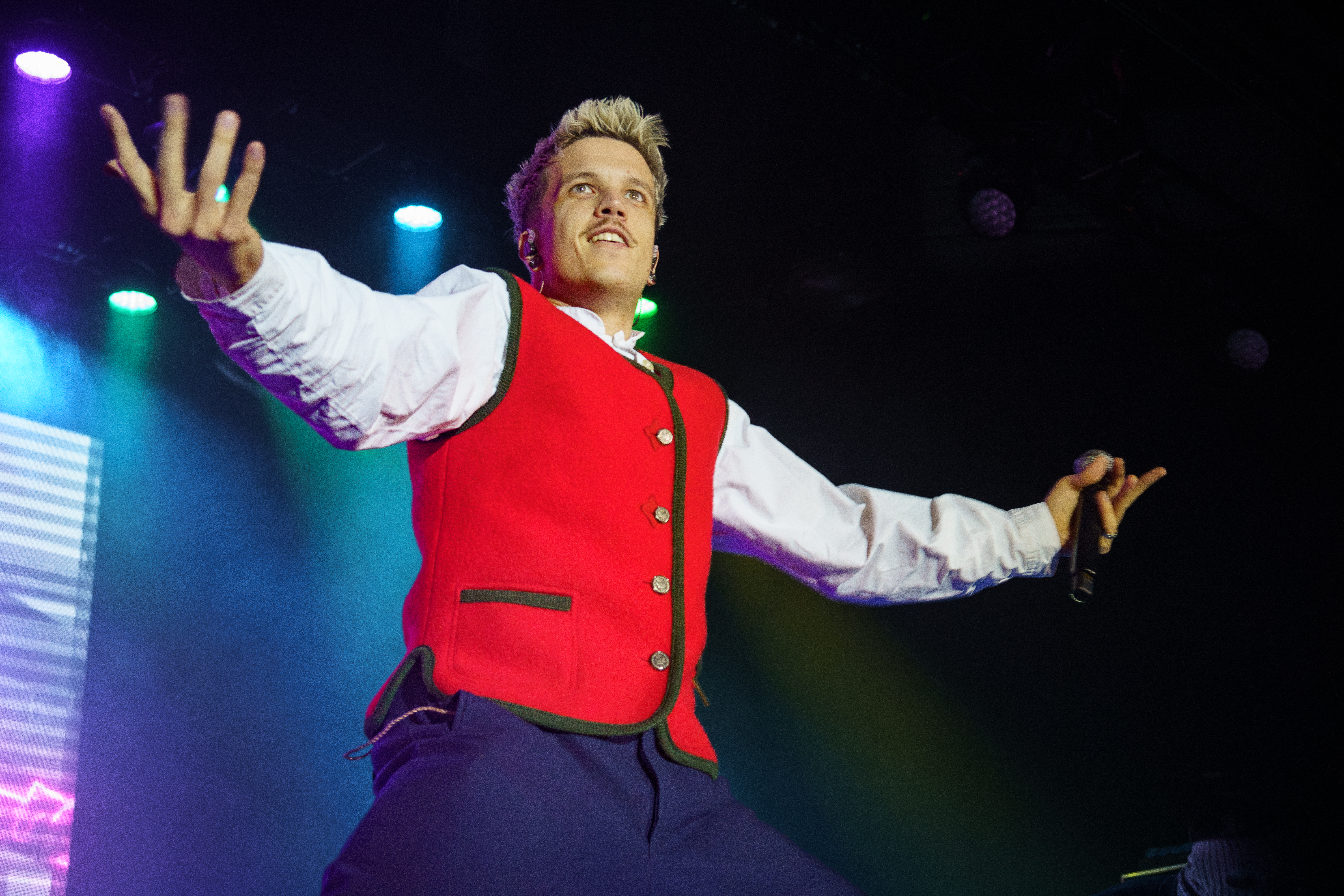
A madridi Eurovíziós partin
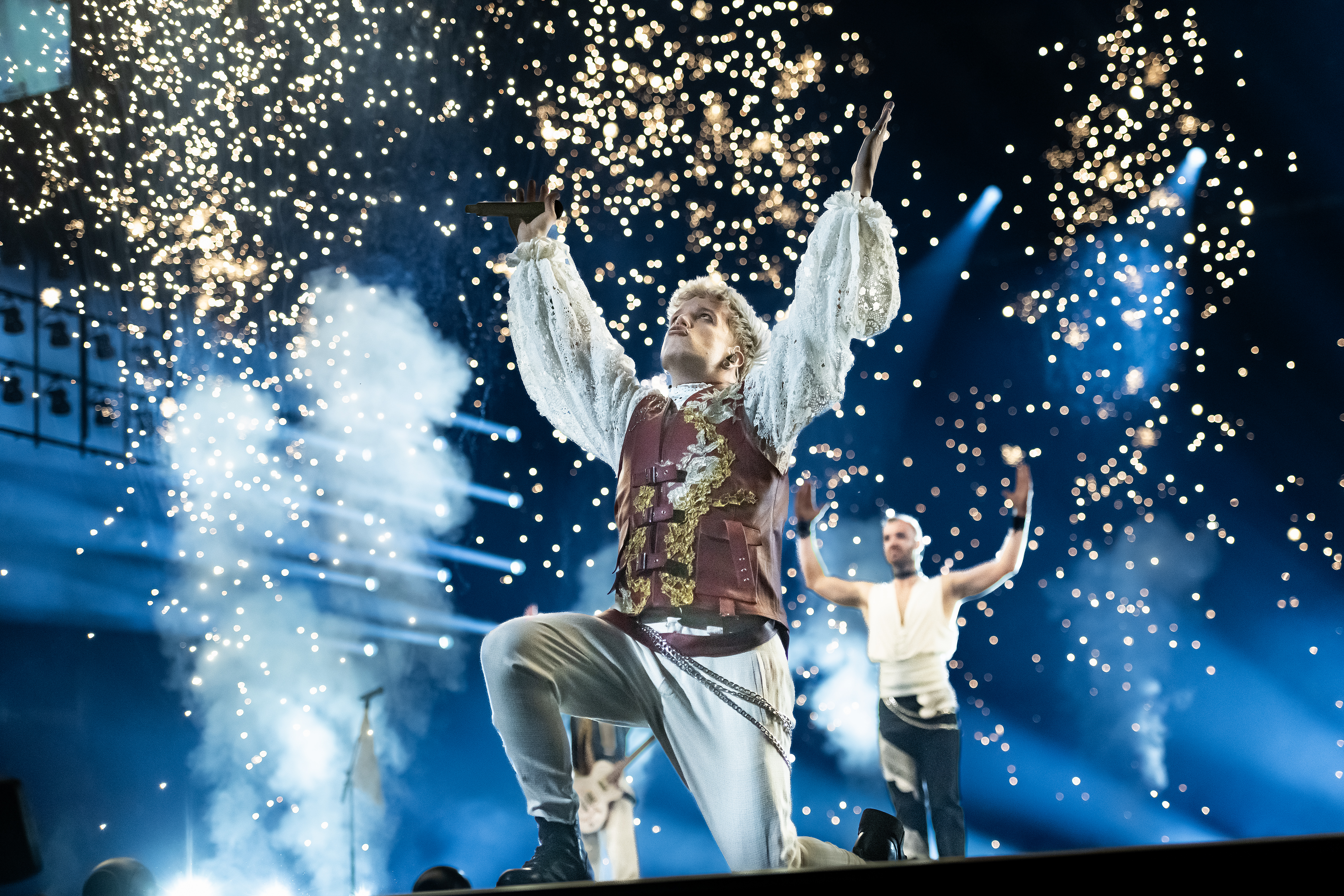
Az elődöntőben
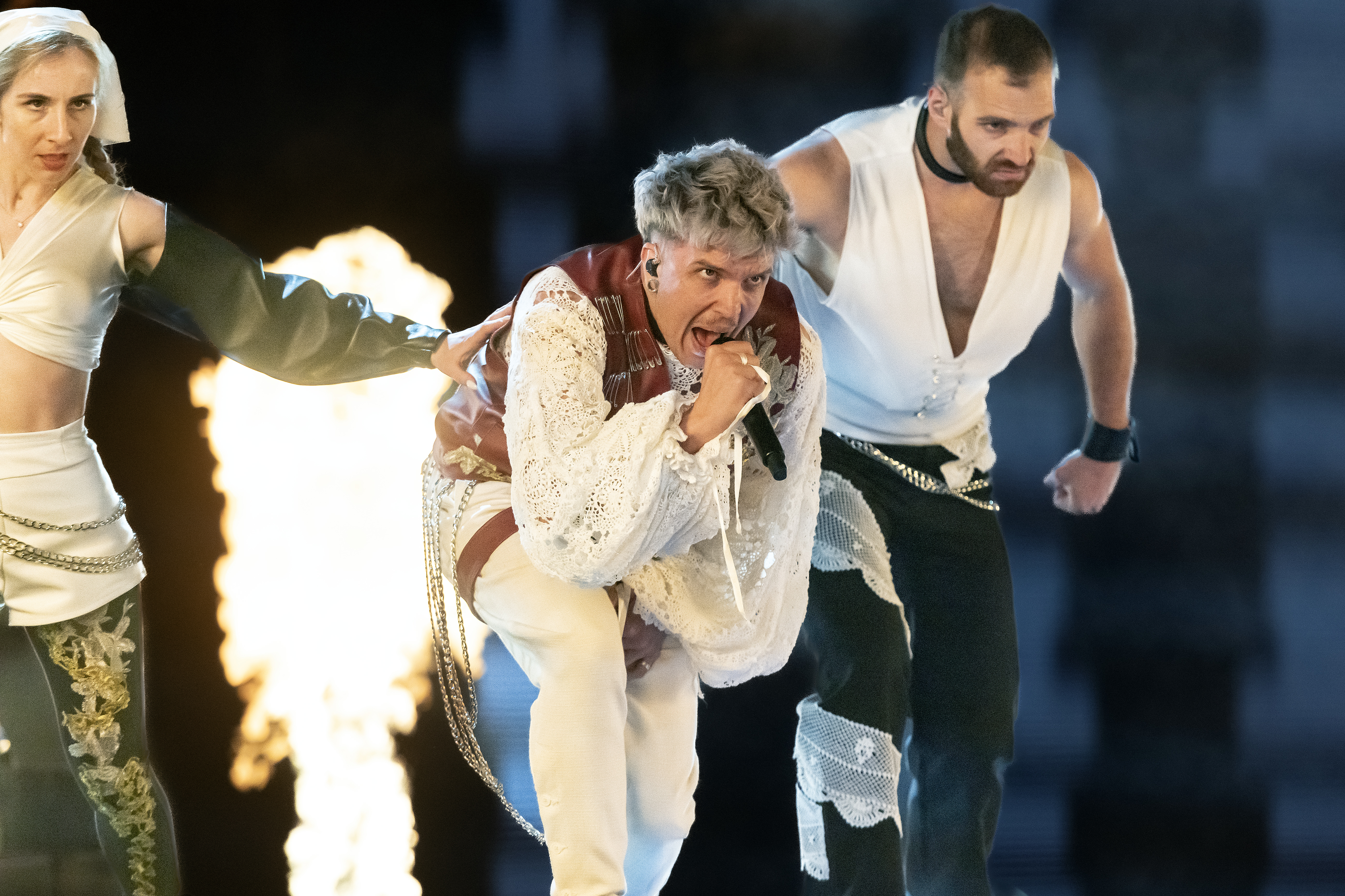
A döntőben